# Antonio Pedauyé González
Antonio Pedauyé González (n. Almoradí; 29 de noviembre de 1944) es un antiguo diplomático español.

## Trayectoria
Licenciado en Derecho, ingresó en 1971 en la carrera diplomática. Ha estado destinado en las representaciones diplomáticas españolas en Guinea Ecuatorial, Naciones Unidas y Comunidades Europeas.
Ha sido vocal asesor en el Departamento Internacional del Gabinete del presidente del Gobierno, cónsul general de España en Hong Kong, representante permanente adjunto ante las Naciones Unidas, embajador en Misión Especial y jefe de Misión de la Fuerza de Protección de las Naciones Unidas, en Sarajevo.
En 1996 fue nombrado vicepresidente del Consejo Superior de Asuntos Exteriores y en 1998 pasó a ocupar el puesto de embajador de España en Croacia. Entre 2004 y 2008, fue embajador de España en la República Checa, sucediéndole Arturo Laclaustra.